# 仲村秀生
仲村秀生（1935年3月9日—2014年7月30日）是日本的原男聲優、旁白，以前待過81 Produce，之後又待過Production baobab，而現在已引退為自由職業。東京都出身（一說是：長野縣）出生。本名是中村秀男（なかむら ひでお）。聲音是正統的男中音。
代表作有「明日之丈」的（力石徹）、「宇宙戰艦大和號」系列的（島大介）。

## 來歷、人物
- 仲村配音的處女座作品是1959年所播映的美國西部連續劇「皮鞭子」。至於動畫早期時在配音的方面也很活躍，從正統的聲音到理性的角色方面較多，「明日之丈」的（力石徹）與「宇宙戰艦大和號」系列的（島大介）等角色是最著名的。
- 他在演力石徹的聲音時，被設定為對主角矢吹丈眼前以壓倒性的力量和壓迫感的阻礙的里程碑，並以模糊不清的聲音扮演著。
- 而在演島大介時，是仲村當時實際年齡相當年輕時所扮演的角色，不過與熱血男子古代進（富山敬配音）與之對照是個理性的青年般演著。他演著宇宙戰艦大和號系列的島大介，不過在完結篇配音的時候得了胃潰瘍而身體不適，只好由佐佐木功代替演出。之後電玩版由田中秀幸代替演出。之後他在演「銀河英雄傳說」的（法蘭契斯柯・羅姆斯基）時與富山敬的（楊溫力）再次共同配音演出。
- 除了動畫的角色以外，其他大多都擔任旁白方面的職務。
- 在朝日電視台系的「大膽MAP」於2008年4月6日播映時，他表明了在配音員（聲優）方面引退的事情。
- 在引退後持續接棒的人物如下所示
  - 堀秀行（「明日之丈」）的「力石徹」（大型電玩版）
  - 田中秀幸（「宇宙戰艦大和號」）的「島大介」（電玩版）
  - 稻田徹（「超獸機神斷空我」）：的「穆格・佐巴多斯皇帝」（超級機器人大戰）
  - 藤本讓（「銀河漂流Vifam」）：的「弗雷德里克・羅登」（「Vifam13」）

## 演出作品

### 電視動畫
- 紅血的十一（大川）
- 明日之丈系列
  - 明日之丈（力石徹）
  - 明日之丈2（力石徹）
- 女排No.1（本鄉俊介）
- 動畫紀錄片 決斷
- 火焰的阿爾卑斯玫瑰 茱蒂&藍迪（弗里德里希・布倫德爾）
- 無家可歸的孩子（艾姆斯警官）
- 土包子大將（柔道社顧問、嵐老師）
- 宇宙戰艦大和號系列
  - 宇宙戰艦大和號（島大介）
  - 宇宙戰艦大和號2（島大介）
  - 宇宙戰艦大和號 踏上新的旅程（島大介）
  - 宇宙戰艦大和號III（島大介、加米拉斯士兵）
- 科學忍者隊系列
  - 科學忍者隊II（旁白）
  - 科學忍者隊F（夏倫）※第29話
- 巨人之星（岡部、牧場春彥等等）
- 銀河漂流Vifam（弗雷德里克・羅登）
- 世界名作劇場系列
  - 小公主莎拉（湯姆・克里斯福特）
  - 愛的小婦人物語（亞伯拉罕·林肯）
- 天空部隊5（隼太郎）
- 草原少女蘿拉（蘿拉的父親（查爾斯・菲利浦・英格爾斯））
- 衝鋒四驅郎（日之丸源驅郎）
- 超獸機神斷空我（穆格・佐巴多斯皇帝、旁白）
- 劣根性青蛙（南老師）
- 多羅羅（多寶丸）
- 噴嚏大魔王（黑貓男子）
- 爆發五郎（森田）
- 野球狂之詩（帶刀守）
- 六法破同學（旁白）

### OVA
- 88區域（六木剛）
- 銀河英雄傳說（法蘭契斯柯・羅姆斯基）
- 大魔獸激鬥 鋼之鬼（旁白）
- 超獸機神斷空我 給失去的人們的鎮魂歌（穆格・佐巴多斯皇帝、旁白）
- 超獸機神斷空我 GOD BLESS DANCOUGAR（穆格・佐巴多斯皇帝）
- D-1 DEVASTATOR（山城主任）

### 劇場版動畫
- 女排No.1系列
  - 女排No.1 涙的滾動接球（本鄉教練）
  - 女排No.1 涙的不死鳥（本鄉教練）
- 宇宙戰艦大和號系列
  - 再見了宇宙戰艦大和號 愛的戰士們
  - 永遠的宇宙戰艦大和號
  - 宇宙戰艦大和號 完結篇

### 外語片配音（海外TV）
- 阿帕契大平原（理查茲上尉／蓋瑞·克拉克）
- ER緊急救命室（卡明斯基（保羅·艾丁））
- 愛迪的好爸爸（爸爸=湯姆・寇貝特／比爾·比克斯比）
- 鬼警官愛昂賽德（愛德・布朗刑警／唐·加洛威）
- 外科醫生甘儂（喬・甘儂／查德·艾佛雷特）
- 戰鬥！（傑克）
- 雷鳥神機隊
- 法網恢恢（賴瑞）
- 特搜刑警山姆（吉姆・布里格斯刑警／丹尼斯·柯爾）
- 神秘幽浮UFO（路・華特曼上尉／蓋瑞·梅耶斯）
- 驅鼠部隊（馬克・希區考克二等兵／羅倫斯·凱西）

### 外語片配音（外國電影）
- 惡魔與深海（傑克爾中尉／凱瑞·格蘭特）
- 異形（凱因／約翰·杭特）※富士電視台「黃金外國電影劇場」版
- 跳吧！衝浪（嘉德納・丁格・普魯伊特三世／詹姆斯·達倫）
- 骯髒的哈利（奇可・貢薩列斯刑警／雷尼·聖東尼）※朝日電視台「星期日外國電影劇場」版
- 骯髒的哈利2（尼爾・布里格斯後補警長／哈爾·霍爾布魯克）※朝日電視台「星期日外國電影劇場」版
- 逃走特快車（萊恩上校／法蘭克·辛納屈）
- 六壯士（帕帕迪摩斯一等兵／詹姆斯·達倫）※朝日電視台「星期日外國電影劇場」版
- 白銀的比賽者（羅伯特·雷德福特）
- 坦克大決戰 (電影) DVD版（威佛中尉／詹姆斯·麥克阿瑟）
- 黃昏的唐人街（傑克・吉特斯／傑克·尼可爾生）※錄影帶・DVD版
- 羅伯特·華格納
  - 地獄的戰場
  - 在十二哩的暗礁下
  - 紅色懸崖
  - 大戰爭
  - 會動的目標

### 特撮
- 機器人刑警（機器人刑警K的聲音）

### 電視連續劇
- 東京G人
- 赤穗浪士（1964年、NHK）

### 人偶劇
- 偶然葫蘆島（芳助）

### CM
- 鹽野義製藥企業地點CM（1983年、旁白）

### 其他
- 宇宙戰艦大和號（LD遊戲）（1985年、島大介）